# Frontera entre Azerbaiyán y Georgia
La frontera entre Azerbaiyán y Georgia es el lindero internacional de 322 kilómetros que separa los territorios de Azerbaiyán y Georgia. Comienza en la triple frontera entre Georgia, Azerbaiyán y Rusia. De allí corre hacia el oeste, luego hacia el sur y sigue hacia el este hasta la triple frontera entre Georgia, Azerbaiyán y Armenia. Separa la región georgiana de Kajetia de los distritos azeríes de Balakən, Zaqatala, Qax, Samukh, Tovuz y Agstafa. Pasa por las proximidades de Rustavi (Georgia).
Con la creación de las repúblicas democráticas de Georgia y de Azerbaiyán de 1918 a 1920 se definieron las fronteras georgianas y azeríes, hasta que en 1920 ambas fueron ocupadas por la Unión Soviética. En 1991 las dos naciones obtuvieron la independencia. Si bien han aceptado tácitamente las fronteras ya establecidas, no han firmado ningún acuerdo formal.